# 교황 에우제니오 3세
교황 에우제니오 3세(라틴어: Eugenius PP. III, 이탈리아어: Papa Eugenio III)는 제167대 교황(재위: 1145년 2월 15일 - 1153년 7월 8일)이다. 본명은 베르나르도 데이 파가넬리(이탈리아어: Bernardo dei Paganelli)이다. 최초의 시토회 출신 교황이다. 1144년 에데사가 무슬림들에게 함락되자 제2차 십자군을 선포했다. 그러나 성지 탈환에 성공한 제1차 십자군 때와 달리 제2차 십자군은 에데사를 탈환하는데 실패하면서 그리스도인들의 수많은 패배 중 첫 번째 사례가 되었다.
1872년 12월 28일 교황 비오 9세에 의해 시복되었다.

## 생애 초기
베르나르도는 피사 태생이다. 그의 출신이나 가족들에 대해서는 그가 고디우스의 아들이라는 점을 제외하고는 알려진 바가 거의 없다. 16세기에 이르러 그가 피사의 귀족 집안인 파가넬리 디 몬테마뇨 가문 출신이라고 알려졌으나 증명되지 않은 이야기일 뿐더러 그가 비천한 출신이었음을 시사하는 초기 증언들과도 모순된다. 1106년 그는 피사 대성당에서 일하였으며 1115년부터 차부제였다는 증언이 있다. 1133년부터 1138년까지 그는 피사 대교구의 재무관(vicedominus)으로 봉직하였다.
1134년 5월부터 1137년 2월 사이에 그는 당시 피사에 거주하고 있었던 교황 인노첸시오 2세에 의해 사제 서품을 받았다. 클레르보의 베르나르도의 열렬한 추종자였던 그는 1138년 시토회에 입회하여 클레르보 수도원에 들어갔다. 수도회에 입회한지 1년 만에 그는 이탈리아에 돌아와 스칸드릴리아의 시토회 공동체의 지도자가 되었다. 1140년 가을 교황 인노첸시오 2세는 그를 로마 성 밖 산 아타나시오 알레 트레 폰타네 수도원의 아빠스로 임명하였다. 이 때 그가 추기경단에 들어갔다는 일부 기록이 있지만, 이러한 증언 기록은 아마도 혼란에서 비롯되었을 가능성이 크다. 왜냐하면 베르나르도가 남긴 어떠한 기록에도 그가 추기경이 되었다고 단언할 만한 내용이 없으며, 그의 교황 선출 소식을 들은 클레르보의 베르나르도가 추기경들에게 보낸 편지에서도 그가 선출 당시 추기경 신분이 아니었다는 점을 밝히고 있기 때문이다.

## 교황 선출
베르나르도는 1145년 교황으로 선출되어 에우제니오 3세라는 이름을 선택하였다. 겉으로 보기에 그는 지고한 위치에 오르기는 했으나 실상은 그의 자리는 당시 아무도 기꺼이 받아들이려고 하지 않은 매우 힘들고 위험한 자리였다. 하지만 그는 당시 서방 교회에서 가장 막강한 영향력을 갖고 있는 성직자이자 교황의 세속 권력의 강력한 옹호자였던 클레르보의 베르나르도의 친구이자 제자였다. 당초에 베르나르도는 에우제니오 3세가 천진하고 순박한 사람이라는 이유로 그가 교황으로 선출되었다는 소식을 듣고 우려하였다.
그러나 에우제니오 3세는 이러한 우려를 불식시키기 위해 교황으로 선출된 후 자신의 약점으로 지적되었던 요소를 오히려 이용하여 왕도 정치를 실행에 옮기려고 노력하였다.

## 교황

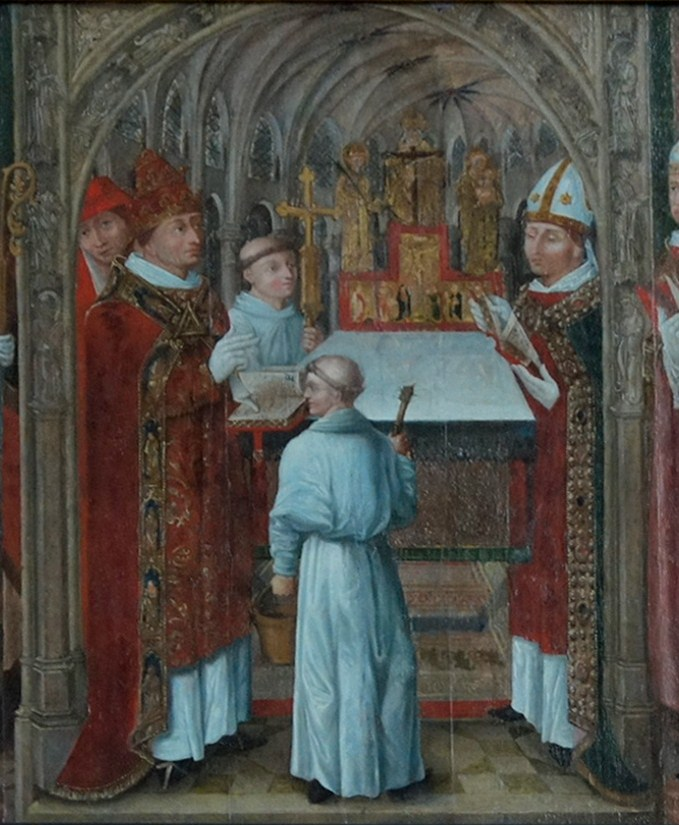
교황 에우제니오 3세의 주교 성성

에우제니오 3세는 재위기간 동안 거의 로마에 머무르지 못했다. 그가 주교로 성성(成聖)되기 위해 로마를 떠나 북쪽으로 40km 떨어진 파르파 수도원에 갔을 때,로마에서는 교황의 세속 권력에 대적한 브레시아의 아르날도의 영향을 받은 시민들이 옛 로마 법률을 부활시켜 로마 코뮌을 세우고 조르다노 피에르레오니를 파트리키로 선출했기 때문이다. 에우제니오 3세는 티볼리와 로마와 반목하던 다른 도시들, 시칠리아의 루지에로 2세 왕에게 도움을 요청했다. 이들의 지원으로 일시적으로나마 교황의 위세가 다시 기세등등해졌고, 1145년 12월 로마 코뮌은 에우제니오 3세가 로마에 들어오는 허락하고 성탄절을 지낼 수 있게 해주었다. 하지만 그는 티볼리를 적대시하는 로마 코뮌의 위험한 협약을 맺는 것에 동의하지 않았기 때문에 1146년 3월 다시 로마를 떠나야만 했다. 그는 비테르보에 며칠 동안 머물렀다가 시에나로 갔고, 나중에는 프랑스로 갔다.

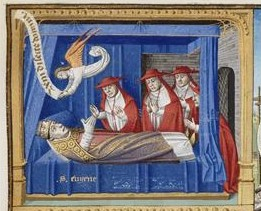
교황 에우제니오 3세의 선종

1144년 에데사 백국이 튀르크군에 함락되었다는 소식을 들은 에우제니오 3세는 1145년 12월 프랑스의 루이 7세 앞으로 칙서 《Quantum praedecessores》를 보내 그에게 십자군 원정에 나서줄 것을 촉구하였다. 1146년 슈파이어에서 열린 대회의에서 신성 로마 제국 황제 콘라트 3세와 많은 귀족들도 십자군 원정에 나설 것을 촉구하는 베르나르도의 웅변술에 감복하였다.
에우제니오 3세는 유럽 대륙을 전전하며 파리, 랭스(1148년 3월), 트리어(1147년)에서 시노드를 소집하여 성직자들의 생활을 개혁하는데 노력하였다. 또한 그는 빙엔의 힐데가르트가 쓴 글들을 심사숙고한 끝에 인가하였다. 1148년 6월 에우제니오 3세는 이탈리아로 돌아와 비테르보에 거처를 마련하였다. 그는 1149년 4월 8일 투스쿨룸의 프토레매우스 2세의 요새로 피신하여 그곳에 머물며 십자군 원정에서 돌아온 루이 7세와 그의 왕비 아키텐의 엘레오노르와 만남을 가졌다. 그는 그곳에서 11월 7일까지 머물렀다. 1149년 11월 말에 그는 시칠리아 군대의 힘을 빌려 로마에 다시 입성할 수 있었으나, 공화주의자들의 거센 반대로 곧 다시 물러날 수 밖에 없었다(1150년 6월).
신성 로마 제국 황제 프리드리히 1세가 로마의 반란군에 맞서 교황을 돕겠다고 약속했으나 1153년 7월 8일 에우제니오 3세가 티볼리에서 선종함으로써 이행되지 못했다. 로마 시민들은 교황이 자신들의 영적 지도자로서 항상 인지하고 있었지만, 교황의 세속 권력을 주장한 에우제니오 3세의 입장에는 찬동하지 않았다. 그렇지만 그들은 교황의 개인적 인품에 대해서는 진심으로 존경하였다. 그런 이유로 에우제니오 3세의 시신은 그에 대한 존경의 표시로서 바티칸에 안장되었으며, 그의 무덤은 곧 기적적인 치유가 일어난 장소로 널리 알려지게 되었다.

## 시복
로마 시민들은 에우제니오 3세를 온화하고 종교적인 인물로 기억하였다. 그의 무덤은 그의 전구를 통한 기적으로 인하여 대중들에게 널리 알려지게 되었다. 1872년 교황 비오 9세에 의해 복자로 시복되었다.

## 같이 보기
- 제2차 십자군